# Корсини, Андреа
Андреа Корсини (итал. Andrea Corsini; 11 июня 1735, Флоренция, Великое герцогство Тоскана — 18 января 1795, Рим, Папская область) — итальянский куриальный кардинал. Праправнучатый племянник кардинала Нери Корсини, правнучатый племянник Папы Климента XII и внучатый племянник кардинала Нери Мария Корсини. Префект Верховного Трибунала Апостольской Сигнатуры справедливости с 6 декабря 1770 по 18 января 1795. Камерленго Священной Коллегии Кардиналов с 4 марта 1771 по 27 января 1772. Генеральный викарий Рима с 10 декабря 1793 по 18 января 1795. Префект Священной Конгрегации резиденций епископов с 10 декабря 1793 по 18 января 1795. Архипресвитер патриаршей Либерийской базилики с 10 декабря 1793 по 18 января 1795. Кардинал-дьякон с 24 сентября 1759, с титулярной диаконией Сант-Анджело-ин-Пескерия с 19 ноября 1759 по 11 сентября 1769. Кардинал-священник с титулом церкви Сан-Маттео-ин-Мерулана с 11 сентября 1769 по 15 июля 1776. Кардинал-епископ Сабины с 15 июля 1776.